# Circuito Montañés 2003

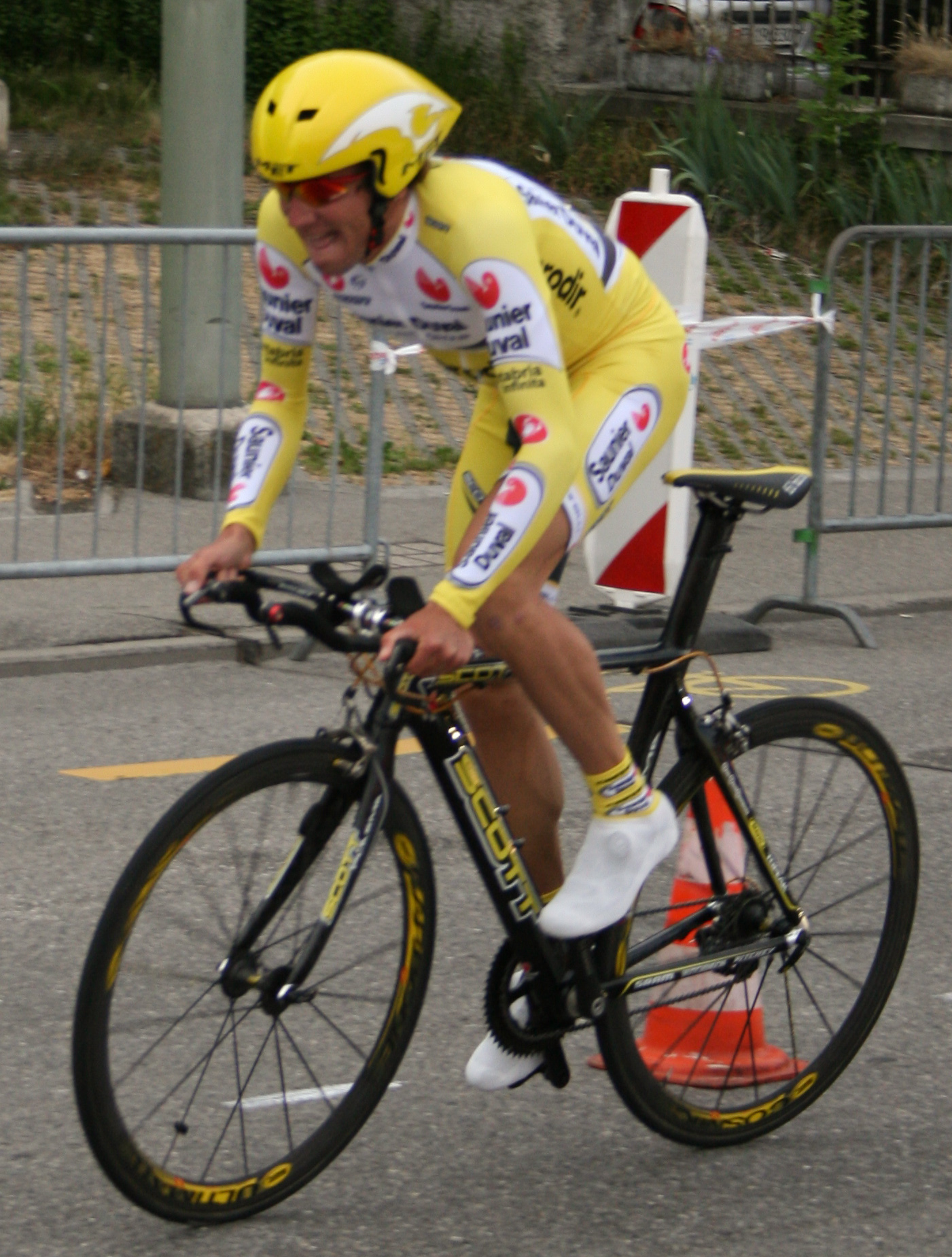
José Ángel Gómez Marchante, segundo clasificado del Circuito Montañés 2003.

En esta edición del Circuito Montañés se completaron un total de 1.103,6 km repartidos en 7 etapas, con un doble sector en la quinta etapa, que al final coronaron al ciclista Steven Kleynen, del equipo belga (Vlaanderen-T Interim, como triunfador final de la prueba.

## Etapas
| Etapa | Fecha      | Recorrido                                  | km     | Ganador Etapa              | Líder               |
| 1     | 18-06-2003 | Santander - El Astillero                   | 153,8  | Aitor Galdós Alonso        | Aitor Galdós Alonso |
| 2     | 19-06-2003 | Renedo de Piélagos - Laredo                | 160,5  | Vicente Elvira Monjon      | ---                 |
| 3     | 20-06-2003 | Laredo - Maliaño                           | 166,7  | Nico Sijmens               | ---                 |
| 4     | 21-06-2003 | Agua de Solares - Alto Campoo              | 155,1  | Antonio López              | ---                 |
| 5     | 22-06-2003 | (C.R.I) Santander - Santander (La Atalaya) | 1 km   | Óscar Serrano Alonso       | ---                 |
| 5     | 22-06-2003 | Polanco - Torrelavega                      | 118,5  | José Ángel Gómez Marchante | ---                 |
| 6     | 23-06-2003 | Torrelavega - Fuente Dé                    | 166    | Oscar Serrano Alonso       | ---                 |
| 7     | 24-06-2003 | Potes - Santander                          | 152 km | Mikel Gaztañaga Echeverria | ---                 |

## Clasificación general
| Puesto | Nombre                     | País    | Equipo               | Tiempo |
| 1      | Steven Kleynen             | Bélgica | Vlaanderen-T Interim | ---    |
| 2      | José Ángel Gómez Marchante | España  | ---                  | ---    |
| 3      | Antonio López              | España  | ---                  | ---    |

- Datos: Q5769958